# Kurt Voss (Regisseur)
Kurt Christopher Peter Wössner oder Kurt Voss (* 15. September 1963 in Panorama City, Los Angeles, Kalifornien) ist ein US-amerikanischer Filmregisseur, Drehbuchautor und Musiker.

## Leben
Kurt Voss besuchte die UCLA Film School, ehe er mit dem Schreiben von Drehbüchern und seiner Arbeit als Filmregisseur begann. Sein erstes Projekt war 1987 Border Radio, wo er gemeinsam mit Allison Anders das Drehbuch schrieb und die Regie führte. Die Herstellungskosten beliefen sich auf rund 50.000 US-$, die LA Times bezeichnete ihn als „einen der besten Filme aller Zeiten über die Welt der Rockmusik“.
1990 führte Voss die Regie im Film Horseplayer, wobei er ebenfalls als Co-Autor mitgeschrieben hatte. Horseplayer hatte auf dem Sundance Film Festival seine Premiere und erhielt den Best Actor Award beim Taormina Filmfestival in Italien. Der Boston Globe nannte ihn „einen der besten Independentfilme des Jahres“, während die LA Times, ihn beim Kinostart als „ausdruckslosen Psychothriller“ bezeichnete.
Voss ist ebenfalls als Musiker tätig, so gehört er zu den Gründungsmitgliedern der Punkband The Hindi Guns. Er war mit der britischen Schauspielerin Samantha Davis verheiratet, mit der er eine gemeinsame Tochter hat.

## Filmografie (Auswahl)
Drehbuch
- 1991: Delusion
- 1992: Straßenkinder (Where the Day Takes You)
- 1994: Dangerous Touch – Tödliche Berührung (Dangerous Touch)  (auch als Produzent)
- 2001: Things Behind the Sun
- 2002: In the Echo

Buch und Regie
- 1987: Border Radio
- 1990: Horseplayer
- 1990: Genuine Risk
- 1996: Bad Guys (Baja)
- 1997: Der Mann, der zweimal starb (Amnesia)
- 1997: Poison Ivy: The New Seduction
- 1997: Spielplatz der Mörder (Below Utopia)
- 1998: Bittere Rache (The Pass)
- 1999: Shot Down (The Heist)
- 1999: Sugar Town
- 2001: Down and Out with the Dolls
- 2006: Ghost on the Highway: A Portrait of Jeffrey Lee Pierce and the Gun Club (auch als Produzent)
- 2012: Strutter (auch als Produzent)

## Diskographie
- 2004: The Hindi Guns – Hindi Guns
- 2004: The Hindi Guns – Patriot Act EP
- 2005: Bad Reputation (Soundtrack zum Film)[5]
- 2007: The Hindi Guns – Crowley
- 2009: The Hindi Guns – Rarities
- 2009: Hindi Guns – Do Or Die

## Auszeichnungen (Auswahl)
Independent Spirit Awards
- 1989: Nominierung als Bester Debütfilm für Border Radio